# Марк Эмилий Басс
Марк Эмилий Басс (лат. Publius Aelius Crispinus) — римский государственный деятель второй половины II века.

## Биография
Басс происходил из лигурийского города Альбинтемелий и относился к Фалернской трибе. О его карьере известно из надписи, найденной в его родном городе. Также известна печать с его именем.
Военная карьера Басса представляла собой традиционные tres militiae, характерные для представителей всаднического сословия. В начале он возглавлял I когорту антиохийцев, которая располагалась в провинции Верхняя Мезия. Предположительно Басс руководил когортой во время дакийских походов Траяна или вскоре после этого. Затем он стал трибуном I когорты бриттов в Дакии, которую он предположительно возглавлял с 108 по 112 год. Третьим этапом было командование в качестве префекта Мезийской алой, которая дислоцировалась в Нижней Германии.
Впоследствии Басс занимал гражданские должности в имперской администрации. Вначале император Адриан назначил его прокуратором, ответственным за сбор 2,5%-го налога в галльских провинциях. Затем он был прокуратором, ведающим переписью населения в провинции Вифиния и Понт. Впоследствии Басс стал эпистратегом двух административных округов в провинции Египет: сначала Пелусия, затем Фиваиды. Кроме того, он был прокуратором Иудеи в период до 135 года, когда Адриан упразднил эту провинцию.